# مستر شو مع بوب وديفيد
مستر شو مع بوب وديفيد (بالإنجليزية: Mr. Show with Bob and David) مُسلسل مشاهد كوميدية قصيرة أمريكي. من إعداد وبطولة بوب أودينكيرك وديفيد كروس. عُرض على قناة هوم بوكس أوفيس من 3 نوفمبر، 1995 حتى 28 ديسمبر، 1998، استمر لأربعة مواسم من ثلاثين حلقة.
قدمت حلقات البرنامج مباشرة أمام الجمهور ثم تسجل وتبثّ على قناة هوم بوكس أوفيس. ظهر في المسلسل العديد من الممثلين الكوميديين مع بوب وديفيد وشاركوا في كتابة الحلقات؛ ساره سيلفرمان، بول أف. تومكسن، جاك بلاك، توم كيني، ماري لي راجسكوب، براين بوسين، جيل تالي، سكوت آكرمان، ودينوستاماتوبولوس.
رُشح البرنامج لأربع جوائز إيمي برايم تايم، ولجائزة غولدن ساتلايت.

## الحلقات
بثّ الموسم الأول في نوفمبر، 1995 وتكون من أربعة حلقات. وبعد سنة بثّ الموسم الثاني وتكون من ستة حلقات. امتد الموسم الثالث لعشرة حلقات وبثّ في سبتمر، حتى ديسمبر، عام 1997. كما بثّت حلقات الموسم الرابع والأخير من البرنامج في أكتوبر، حتى ديسمبر، عام 1998.

### نظرة عامة
| الموسم | الموسم | عدد الحلقات | تاريخ البثّ الأصلي | تاريخ البثّ الأصلي |
| الموسم | الموسم | عدد الحلقات | أول عرض           | آخر عرض           |
| ------ | ------ | ----------- | ----------------- | ----------------- |
|        | 1      | 4           | 3 نوفمبر، 1995    | 24 نوفمبر، 1995   |
|        | 2      | 6           | 15 نوفمبر، 1996   | 20 ديسمبر، 1996   |
|        | 3      | 10          | 12 سبتمبر، 1997   | 5 ديسمبر، 1997    |
|        | 4      | 10          | 26 أكتوبر، 1998   | 28 ديسمبر، 1998   |

## طبيعة المسلسل
تتكون كل حلقة من برنامج مستر شو مع بوب وديفيد من عدة مشاهد قصيرة تُعرض بصيغة متتالية، حيث ينتهي المشهد ببداية المشهد التالي، وقد تعود شخصية ذو دور صغير في مشهداً آخر كشخصية رئيسية. كل حلقة من البرنامج تبدأ بشخص ما وهو يُعلن عن بداية البرنامج ويُقدم بوب أودينكيرك وديفيد كروس، قامت ماري لين راجسكوب بهذا الدور بالموسم الأول والثاني حتى تركها البرنامج.

## الممثلين والشخصيات

### الممثلون الأساسيون
- ديفيد كروس (كل المواسم)
- بوب أودينكيرك (كل المواسم)
- جون إينيس (كل المواسم)
- توم كيني (موسم 1-3، وحلقة واحدة بالموسم 4)
- جيل تالي (كل المواسم، بأستثناء آخر 4 حلقات من الموسم 3)

### ممثلون مساهمين
- سكوت ادست (الموسم 4)
- سكوت اكرمان (موسم 2-4)
- جاك بلاك (موسم 1-2)
- جاي جونستن (موسم 1-4)
- كارين كيلجاريف (موسم 3-4)
- جيري ماينور (موسم 4، وحلقة #205)
- تيريزا موليجان (موسم 3، وحلقة #204)
- بيل أودنكيرك (موسم 1-4)
- برت بيزل (موسم 2-4)
- بي جاي بورتر (موسم 4، وحلقة #205 و#307)
- براين بوسين (موسم 1-4)
- ماري لين راجسكوب (موسم 1-2)
- مارك ريفرز (موسم 4)
- ساره سلفرمان (موسم 3، وحلقة #103)
- دينوستاماتوبولوس (موسم 2-4)
- بيكي ثاير (موسم 4)
- باول إف. تومكنس (موسم 1-4)

### الكُتاب
- بوب أودينكيرك (حلقة #101-#410)
- ديفيد كروس (حلقة #101-#410)
- جاي جونستن (حلقة #203-#410)
- دينوستاماتوبولوس (حلقة #203، #206-#401، #403-#410)
- باول إف تومكنس (حلقة #203-#310)
- براين بوسين (حلقة #204-#205، #301-#408)

### كُتاب مساهمين
- توم كيني (حلقة #308)
- برنت فورستر (حلقة #308 و#404)
- براين بوسين (حلقة #410)

## الشخصيات
تغاضى بوب وديفيد عن استعمال شخصيات متكرره بالبرنامج كما في «ساتردي نايت لايف»، لكن رغم ذلك تكرر ظهور عدة شخصيات بالبرنامج:
| الشخصية                | الممثل                    | الوصف                                                       |
| ---------------------- | ------------------------- | ----------------------------------------------------------- |
| روني دابز              | ديفيد كروس                | شخص فقير، مجرم نوعاً ما، وغالباً ما تطارده الشرطة.            |
| ديلان                  | ديفيد كروس                |                                                             |
| تيري تويلستين          | بوب أودينكيرك             | منتج تلفزيوني بريطاني يكتشف روني دابز.                      |
| السيناتور. هويل تنكربل | بوب أودينكيرك             | سيناتور محافظ من ولاية جورجيا.                              |
| فانسي بانتس            | بوب أودينكيرك             |                                                             |
| دروبي                  | بوب أودينكيرك             | شخص عاطل عن العمل بالعشرينات من العمر، يود العمل في المتحف. |
| ثري تايمز ون ماينس ون  | ديفيد كروس وبوب أودينكيرك | ثنائي غناء.                                                 |
| كدزي ماثيوس            | توم كيني                  | كوميدي مفرط النشاط.                                         |

## الإستقبال
رُشح برنامج مستر شو مع بوب وديفيد لجائزة الإيمي برايم تايم لأفضل كتابة لبرنامج منوعات، موسيقي أو كوميدي في حفل توزيع جوائز الإيمي الخمسين، لكنه خسر الجائزة لصالح دينيس ميلير لايف في 13 سبتمبر، 1998، كما رشح البرنامج لجائزة أفضل كلمات وموسيقى. رشح السنة التي تلت لجائزة أفضل كتابة، وخسرها لصالح برنامج كريس روك.
في النسخة التاسعة من حفل جوائز غولدن ساتلايت في عام 2004، رشح الموسم الثالث من البرنامج لجائزة أفضل إصدار قرص مدمج لبرنامج تلفزيوني.

## تجديد البرنامج

### مع بوب وديفيد
في أبريل، 2015، إشترى نتفليكس حقوق البرنامج من هوم بوكس أوفيس، وطلب من بوب وديفيد تصوير أربعة حلقات من نصف ساعة، وحلقة خاصة تتحدث عن إنتاج البرنامج تمتد لساعة كاملة. جاء إعلان البرنامج بعدما نشر الكوميدي بول إف. تومكنس على حسابه في تويتر قائلاً: «هنالك شيء جديد من شلة برنامج مستر شو في السنة الجديدة». عرض البرنامج الجديد على نتفليكس في 13 نوفمبر، 2015، بعنوان مع بوب وديفيد.

## وصلات خارجية
- مستر شو مع بوب وديفيد على موقع IMDb (الإنجليزية)
- مستر شو مع بوب وديفيد على موقع ميتاكريتيك (الإنجليزية)
- مستر شو مع بوب وديفيد على موقع روتن توميتوز (الإنجليزية)
- مستر شو مع بوب وديفيد على موقع كينوبويسك (الروسية)
- مستر شو مع بوب وديفيد على موقع قاعدة بيانات الفيلم (الإنجليزية)